# Liste der Einträge im National Register of Historic Places im Monroe County (Tennessee)
Diese Liste der Einträge im National Register of Historic Places im Monroe County (Tennessee) enthält alle im Monroe County, Tennessee in das National Register of Historic Places eingetragenen Gebäude, Bauwerke, Objekte, Stätten oder historischen Distrikte.
Diese Liste entspricht dem Bearbeitungsstand des National Park Service/National Register of Historic Places vom 4. Oktober 2024.

## Legende
| NRHP | Historic Place             |
| NHL  | National Historic Landmark |
| HD   | National Historic District |

## Aktuelle Einträge
| [ 2 ] | Name                                                       | Bild                                    | Eintragsdatum                  | Lage | Ort                 | Beschreibung |
| ----- | ---------------------------------------------------------- | --------------------------------------- | ------------------------------ | --- | ------------------- | ------------ |
| 1     | Akins House                                                |                                         | 3. Nov. 2022 ID-Nr. 100008378  | Citico Road                                                                                                  | Vonore              |              |
| 2     | Calderwood Dam                                             | weitere Bilder                          | 21. Aug. 1989 ID-Nr. 89001069  | Tennessee River am Ende der Calderwood Rd. 35° 29′ 32″ N, 83° 58′ 58″ W                                      | Calderwood          |              |
| 3     | Chota and Tanasi Cherokee Village Sites                    | Chota and Tanasi Cherokee Village Sites | 30. Aug. 1973 ID-Nr. 73001813  | Adresse nicht veröffentlicht                                                                                 | Vonore              |              |
| 4     | Citico Site                                                | Citico Site                             | 2. Nov. 1978 ID-Nr. 78002614   | Adresse nicht veröffentlicht                                                                                 | Vonore              |              |
| 5     | Cooke-Kefauver House                                       | Cooke-Kefauver House                    | 17. Okt. 1988 ID-Nr. 74001921  | Kefauver Lane 35° 30′ 40″ N, 84° 21′ 28″ W                                                                   | Madisonville        |              |
| 6     | First Presbyterian Church                                  | First Presbyterian Church               | 25. Juli 2001 ID-Nr. 01000772  | 601 Church St. 35° 36′ 9″ N, 84° 27′ 49″ W                                                                   | Sweetwater          |              |
| 7     | Fort Armistead                                             |                                         | 11. Dez. 2023 ID-Nr. 100009828 | Adresse nicht veröffentlicht                                                                                 | Coker Creek, Vorort |              |
| 8     | Fort Loudoun                                               | weitere Bilder                          | 15. Okt. 1966 ID-Nr. 66000729  | U.S. Route 411 35° 35′ 45″ N, 84° 12′ 13″ W                                                                  | Vonore              |              |
| 9     | William J. Fowler Mill and House                           |                                         | 27. Jan. 1983 ID-Nr. 83003057  | Sweetwater Rd. 35° 38′ 35″ N, 84° 18′ 43″ W                                                                  | Eve Mills           |              |
| 10    | Icehouse Bottom Site                                       | weitere Bilder                          | 19. Okt. 1978 ID-Nr. 78002615  | Adresse nicht veröffentlicht                                                                                 | Vonore              |              |
| 11    | John McCroskey House                                       | John McCroskey House                    | 18. Feb. 2000 ID-Nr. 00000125  | 3224 Sweetwater–Vonore Rd. 35° 36′ 33″ N, 84° 21′ 15″ W                                                      | Sweetwater          |              |
| 12    | Mialoquo Site                                              | Mialoquo Site                           | 19. Okt. 1978 ID-Nr. 78002616  | Adresse nicht veröffentlicht                                                                                 | Vonore              |              |
| 13    | Monroe County Courthouse                                   | Monroe County Courthouse                | 30. März 1995 ID-Nr. 95000341  | Town Square 35° 31′ 11″ N, 84° 21′ 46″ W                                                                     | Madisonville        |              |
| 14    | Charles Owen House                                         | Charles Owen House                      | 15. Juli 1998 ID-Nr. 98000875  | 1019 Mayes Street 35° 36′ 31″ N, 84° 27′ 47″ W                                                               | Sweetwater          |              |
| 15    | Scott Mansion                                              |                                         | 21. Jan. 1993 ID-Nr. 92001816  | Scott Mansion Rd., östlich der Tennessee State Route 68 35° 23′ 13″ N, 84° 17′ 20″ W                         | Tellico Plains      |              |
| 16    | Stickley House                                             | Stickley House                          | 10. Sep. 1974 ID-Nr. 74001922  | westlich der Straßenkreuzung der U.S. Route 411 und der Tennessee State Route 68 35° 31′ 9″ N, 84° 21′ 58″ W | Madisonville        |              |
| 17    | Tellico Blockhouse Site                                    | weitere Bilder                          | 11. Aug. 1975 ID-Nr. 75001771  | östlich von Vonore, in der Nähe der Tennessee State Route 72 35° 36′ 0″ N, 84° 12′ 11″ W                     | Vonore              |              |
| 18    | Tennessee Military Institute Residential Historic District | weitere Bilder                          | 7. Mai 2019 ID-Nr. 100003903   | 1310, 1311 und 1313 Peachtree Street 35° 36′ 46,1″ N, 84° 27′ 54,4″ W                                        | Sweetwater          |              |
| 19    | Tomotley Site                                              | Tomotley Site                           | 19. Okt. 1978 ID-Nr. 78002617  | Adresse nicht veröffentlicht                                                                                 | Vonore              |              |
| 20    | Toqua Site                                                 | Toqua Site                              | 16. Nov. 1978 ID-Nr. 78002618  | Adresse nicht veröffentlicht                                                                                 | Vonore              |              |

## Ehemalige Einträge
| [ 2 ] | Name                   | Bild | Eintragsdatum                 | Lage                                        | Ort            | Beschreibung                                       |
| ----- | ---------------------- | ---- | ----------------------------- | ------------------------------------------- | -------------- | -------------------------------------------------- |
| 1     | Elisha Johnson Mansion |      | 24. Dez. 1974 ID-Nr. 74001923 | Ballplay Road 35° 21′ 30″ N, 84° 16′ 25″ W  | Tellico Plains |                                                    |
| 2     | McGhee Mansion         |      | 28. Aug. 1974 ID-Nr. 74001924 | östlich von Vonore an der Fort Loudoun Road | Vonore         | Durch Brandstiftung am 14. November 1984 zerstört. |